# Claudia Heill
Claudia Heill (Bécs, 1982. január 24. – Bécs, 2011. március 31.) olimpiai és kétszeres Eb-ezüstérmes osztrák cselgáncsozó.

## Sportpályafutása
A 2004-es athéni olimpiai játékokon 63 kg-ban második helyen végzett a japán Tanimoto Ajumi mögött.
2009-ben visszavonult, majd korosztályos edzőként tevékenykedett. 2010-ben közreműködött a bécsi Európa-bajnokság szervezésében.

## Halála
Bécsben, egy hatodik emeleti ablakból zuhant ki 2011. március 31-én hajnalban; a rendőrségi vizsgálat nem talált idegenkezűségre utaló jelet.